# Danny Raco
Danny Raco es un actor ítalo-australiano, más conocido por haber interpretado a Alex Poulos en la serie australiana Home and Away. 

## Biografía
Es hijo de padre italiano y madre australiana, tiene un hermano menor. A los 11 años se mudó con su familia de Italia a Australia. 
Participó por dos años en algunos cursos del "Australian Theatre for Young People".
Danny salió con la actriz Tammin Sursok.
En el 2002 salió brevemente con la actriz Ada Nicodemou.

## Carrera
En 1998 se unió al elenco de la última temporada de la serie Heartbreak High donde interpretó a Marc0 Vialli hasta el final del programa en 1999.
El 26 de febrero de 2004 se unió al elenco invitado de la popular serie australiana Home and Away donde interpretó a Alexi "Alex" Poulos, el hermano de Leah (Ada Nicodemou) hasta el 19 de junio de 2007 luego de que su personaje decidiera mudarse a Grecia para estar con su familia.
En el 2004 se unió al elenco principal de la serie policíaca Blue Heelers donde interpretó al oficial de la policía Giuseppe "Joss" Peroni hasta el 2006.
Desde el 2007 Danny ha trabajado como director en varios episodios de la serie Home and Away.

## Filmografía
Series de televisión
| Año               | Serie           | Personaje                      | Notas        |
| ----------------- | --------------- | ------------------------------ | ------------ |
| 2001 - 2004, 2007 | Home and Away   | Alexi "Alex" Poulos            | 65 episodios |
| 2004 - 2006       | Blue Heelers    | Oficial Giuseppe "Joss" Peroni | 55 episodios |
| 1998 - 1999       | Heartbreak High | Marco Vialli                   | 21 episodios |

Películas
| Año  | Título           | Personaje | Notas                                                                                                   |
| ---- | ---------------- | --------- | --- |
| 2008 | Crooked Business | Eddie     | junto a Teo Gebert, Firass Dirani, Anthony Brandon Wong, Chris Betts, Woody Naismith & Brad McMurray    |
| 2007 | Almost           | Trip Wolf | junto a Tony Barry, Salvatore Coco, Ada Nicodemou, Adriana Núñez, Steven O'Donnell & Michael Piccirilli |

Director
| Año             | Serie         | Notas                    |
| --------------- | ------------- | ------------------------ |
| 2007 - presente | Home and Away | 176 episodios - director |

## Premios y nominaciones
| Año  | Categoría                    | Premio      | Serie         | Resultado |
| ---- | ---------------------------- | ----------- | ------------- | --------- |
| 2002 | Most Popular New Male Talent | Logie Award | Home and Away | Nominado  |